# Esqui estilo livre nos Jogos Olímpicos de Inverno de 2006 - Aerials feminino
A competição de aerials feminina de esqui estilo livre nos Jogos Olímpicos de Inverno de 2006 foi disputado no dia 22 de fevereiro.

## Medalhistas
| Ouro   | SUI Evelyne Leu   |
| Prata  | CHN Li Nina       |
| Bronze | AUS Alisa Camplin |

## Qualificação
| Pos. | Esquiadora             | Total  | 1º Salto | 2º Salto | Nº |
| ---- | ---------------------- | ------ | -------- | -------- | -- |
| 1    | SUI Evelyne Leu        | 107.93 | 94.62    | 4.050    | 2  |
| 2    | CHN Li Nina            | 96.58  | 100.81   | 3.525    | 1  |
| 3    | AUS Alisa Camplin      | 96.40  | 94.99    | 3.525    | 20 |
| 4    | CHN Nannan Xu          | 92.53  | 98.70    | 3.525    | 6  |
| 5    | BLR Oly Slivets        | 90.25  | 87.50    | 3.800    | 9  |
| 6    | CHN Xinxin Guo         | 71.68  | 103.17   | 4.050    | 7  |
| 7    | SUI Manuela Mueller    | 85.65  | 73.49    | 3.525    | 3  |
| 8    | AUS Jacqui Cooper      | 73.72  | 78.97    | 3.800    | 28 |
| 9    | RUS Anna Zukal         | 70.14  | 81.90    | 3.525    | 18 |
| 10   | BLR Alla Tsuper        | 84.26  | 53.58    | 3.150    | 4  |
| 11   | CHN Jiao Wang          | 71.02  | 61.51    | 3.525    | 16 |
| 12   | CAN Veronika Bauer     | 58.33  | 67.32    | 3.525    | 5  |
| 13   | UKR Olga Volkova       | 74.02  | 86.01    | 3.150    | 22 |
| 14   | AUS Lydia Ierodiaconou | 53.93  | 101.52   | 3.525    | 27 |
| 15   | CAN Amber Peterson     | 72.43  | 80.64    | 3.525    | 10 |
| 16   | USA Jana Lindsey       | 70.85  | 79.38    | 3.525    | 13 |
| 17   | RUS Olga Koroleva      | 71.75  | 76.65    | 3.500    | 26 |
| 18   | UKR Tatiana Kozachenko | 78.07  | 69.44    | 3.525    | 11 |
| 19   | USA Emily Cook         | 84.10  | 60.32    | 2.900    | 8  |
| 20   | UKR Nadiya Didenko     | 56.75  | 80.16    | 3.525    | 19 |
| 21   | JPN Kayo Henmi         | 71.92  | 57.48    | 2.900    | 15 |
| 22   | CAN Deidra Dionne      | 58.51  | 69.79    | 3.525    | 34 |
| 23   | AUS Elizabeth Gardner  | 61.86  | 65.56    | 3.525    | 14 |

## Final
| Pos. | Esquiadora          | Total  | 1º Salto | 2º Salto | Nº |
| ---- | ------------------- | ------ | -------- | -------- | -- |
|      | SUI Evelyne Leu     | 202.55 | 94.62    | 107.93   | 2  |
|      | CHN Li Nina         | 197.39 | 100.81   | 96.58    | 1  |
|      | AUS Alisa Camplin   | 191.39 | 94.99    | 96.40    | 20 |
| 4    | CHN Nannan Xu       | 191.23 | 98.70    | 92.53    | 6  |
| 5    | BLR Oly Slivets     | 177.75 | 87.50    | 90.25    | 9  |
| 6    | CHN Xinxin Guo      | 174.85 | 103.17   | 71.68    | 7  |
| 7    | SUI Manuela Mueller | 159.14 | 73.49    | 85.65    | 3  |
| 8    | AUS Jacqui Cooper   | 152.69 | 78.97    | 73.72    | 28 |
| 9    | RUS Anna Zukal      | 152.04 | 81.90    | 70.14    | 18 |
| 10   | BLR Alla Tsuper     | 137.84 | 53.58    | 84.26    | 4  |
| 11   | CHN Jiao Wang       | 132.53 | 61.51    | 71.02    | 16 |
| 12   | CAN Veronika Bauer  | 125.65 | 67.32    | 58.33    | 5  |

Legenda
| Recorde mundial      | Recorde mundial (World record)               |                       | Recorde africano                      | Recorde africano (African) |                                           | Q | Classificado por posição (Qualified) |
| Recorde olímpico     | Recorde olímpico (Olympic record)            | Recorde da América    | Recorde da América (Americas)         | q                          | Classificado por melhor tempo (Qualified) |   |                                      |
| Melhor marca do ano  | Melhor marca do ano (World leading)          | Recorde asiático      | Recorde asiático (Asian)              | DNS                        | Não largou (Did not start)                |   |                                      |
| Recorde nacional     | Recorde nacional (National record)           | Recorde europeu       | Recorde europeu (European)            | DNF                        | Não terminou (Did not finish)             |   |                                      |
| Recorde pessoal      | Recorde pessoal do atleta (Personal best)    | Recorde da Oceania    | Recorde da Oceania (Oceania)          | DSQ / DQ                   | Desclassificado (Disqualified)            |   |                                      |
| Recorde da temporada | Recorde da temporada do atleta (Season best) | Recorde sul-americano | Recorde sul-americano (South America) | NM                         | Sem marca (No mark)                       |   |                                      |